# Asplenium laxifolium
Asplenium laxifolium är en svartbräkenväxtart som beskrevs av Cornelis Rugier Willem Karel van Alderwerelt van Rosenburgh. Asplenium laxifolium ingår i släktet Asplenium och familjen Aspleniaceae. Inga underarter finns listade.